# Лорис Азаро
Лорис Азаро (на френски: Loris Azzaro, * 9 февруари 1933 в Тунис, † 20 ноември 2003 в Париж) е френски моден дизайнер и парфюмьор.
Той облича филмови звезди като Ракел Уелч, София Лорен или Изабел Аджани с рокли и панталонни костюми. Развива мъжката серия за парфюми Azzaro pour homme..